# مارانو سول پانارو
مارانو سول پانارو (به ایتالیایی: Marano sul Panaro) یک کومونه در ایتالیا است که در استان مودنا واقع شده‌است.

## خصوصیات
مارانو سول پانارو ۴۵٫۲ کیلومترمربع مساحت و ۴٬۵۴۱ نفر جمعیت دارد و ۱۴۲ متر بالاتر از سطح دریا واقع شده‌است.